# Targa Florio 1959
Navigation
Édition précédente Édition suivante
La Targa Florio 1959 (43° Targa Florio) disputée le 24 mai 1959 en Sicile, est la quarante-troisième édition de cette épreuve et la deuxième manche du Championnat du monde des voitures de sport 1959.

## Course

### Classement de la course
Classement à l'issue de la course (vainqueurs de catégorie en gras) :
| Pos. | no  | Pilotes                                                     | Écurie                        | Châssis                                   | Tours | Temps / Abandon    | Classe |
| ---- | --- | ----------------------------------------------------------- | ----------------------------- | ----------------------------------------- | ----- | ------------------ | ------ |
| 1    | 112 | Edgar Barth Wolfgang Seidel                                 | Porsche KG                    | Porsche 718 RSK                           | 14    | 11 h 2 min 21 s 8  | S1.5   |
| 2    | 118 | Eberhard Mahle Herbert Linge Paul Ernst Strähle             | Porsche KG                    | Porsche 550 RS                            | 14    | 11 h 22 min 20 s 8 | S1.5   |
| 3    | 102 | Huschke von Hanstein Antonio Pucci                          | Porsche KG                    | Porsche 356A Carrera                      | 14    | 11 h 31 min 44 s 4 | GT2.6  |
| 4    | 96  | Paul Ernst Strähle Eberhard Mahle Herbert Linge             | Porsche KG                    | Porsche 356A Carrera                      | 14    | 11 h 36 min 10 s 0 | GT2.6  |
| 5    | 134 | Mennato Boffa Piero Drogo                                   | Centro-Sud                    | Maserati A6GCS/53                         | 14    | 11 h 41 min 20 s 0 | S2.0   |
| 6    | 38  | “Dario Sepe” Mario Sannino Colin Davis                      | Scuderia Sant'Ambroeus        | Alfa Romeo Giulietta Sprint Veloce Zagato | 14    | 12 h 2 min 30 s 0  | GT1.3  |
| 7    | 84  | Umberto Bini Luciano Mantovani                              | Scuderia Sant'Ambroeus        | Osca S1100                                | 14    | 12 h 10 min 52 s 3 | S1.1   |
| 8    | 132 | Mario Cammarata Domenico Tramontana                         | Mario Cammarata               | Ferrari 500 TRC                           | 14    | 12 h 14 min 45 s 4 | S2.0   |
| 9    | 120 | Salvatore La Pira Francesco Siracusa                        | Nissena                       | Ferrari 250 GT LWB Berlinetta             | 14    | 12 h 24 min 15 s 0 | GT+2.6 |
| 10   | 138 | Giuseppe Allotta Nino Vaccarella                            | Giuseppe Allotta              | Maserati A6GCS                            | 14    | 12 h 35 min 47 s 4 | S2.0   |
| 11   | 72  | Domenico Rotolo Gaspere Cavaliere                           | Monte Pellegrino              | Osca MT4 1100                             |       | 12 h 39 min 40 s 0 | S1.1   |
| 12   | 30  | Antonio Picone Sergio Mantia Franco Tagliavia               | Monte Pellegrino              | Alfa Romeo Giulietta Spider               | 14    | 12 h 41 min 31 s 0 | GT1.3  |
| 13   | 46  | Vito Coco Vito Sabbia                                       | Nissena                       | Alfa Romeo Giulietta Sprint Veloce        | 14    | 12 h 46 min 16 s 0 | GT1.3  |
| 14   | 8   | Enrico Carini Ernesto Prinoth                               | Janua                         | Fiat-Abarth 750 Zagato                    | 14    | 12 h 53 min 39 s 0 | GT750  |
| 15   | 24  | Amedeo Bartoccelli Salvatore Panepinto Giuseppe Parla       | Nissena                       | Fiat 1200 Boano                           | 14    | 13 h 0 min 27 s 0  | GT1.3  |
| 16   | 20  | Pietor Laureati “Pompei”                                    | Pietro Laureati               | Alfa Romeo Giulietta Spider Veloce        |       |                    | GT1.3  |
| 17   | 50  | Sesto Leonardi Alfredo Tinazzo                              | Settecoli                     | Osca S750                                 | 14    | 13 h 13 min 46 s 1 | S750   |
| 18   | 70  | Tommy Wisdom Bernard Cahier                                 | Tommy Wisdom                  | Austin-Healey Sprite                      | 14    | 13 h 22 min 5 s 0  | S1.1   |
| 19   | 60  | Gustavo Laureati Giuseppe Celani                            | Montegrappa                   | Osca S750                                 | 14    | 13 h 22 min 5 s 4  | S750   |
| 20   | 56  | Giancarlo Rigamonti Anna Maria Peduzzi                      | Scuderia Sant'Ambroeus        | Osca S750                                 | 14    | 13 h 39 min 23 s 2 | S750   |
| 21   | 28  | José Rosinski Claude Bobrowski                              | Paris                         | Alfa Romeo Giulietta Sprint Veloce Zagato | 14    | 13 h 44 min 11 s 4 | GT1.3  |
| Nc.  | 76  | Enrico Manzini Attilio Brandi                               | Clemente Biondetti            | Ermini-Fiat 1100                          | 14    |                    | S1.1   |
| Nc.  | 6   | Carmelo Giugno Salvatore Giuffrida                          | Nissena                       | Fiat 500                                  | 14    |                    | GT750  |
| Nc.  | 92  | Giovanni Giordano Carlo Fulci                               | San Rizzo                     | Fiat 8V Zagato                            | 14    |                    | GT2.6  |
| Abd. | 136 | Umberto Maglioli Hans Herrmann                              | Porsche AG                    | Porsche 718 RSK                           |       | Transmission       | S2.0   |
| Abd. | 150 | Jean Behra Tony Brooks                                      | Scuderia Ferrari              | Ferrari 250 TR 59                         |       | Essieu arrière     | S3.0   |
| Abd. | 154 | Dan Gurney Cliff Allison                                    | Scuderia Ferrari              | Ferrari 250 TR 59                         |       | Transmission       | S3.0   |
| Abd. | 4   | Gérard Laureau François Jaeger                              | Automobiles Deutsch et Bonnet | DB-Panhard HBR4                           |       | ?                  | GT750  |
| Abd. | 26  | Teodoro Zeccoli Roberto Rosignoli                           | G.S. Savio                    | Alfa Romeo Giulietta Sprint Veloce        |       | ?                  | GT1.3  |
| Abd. | 32  | Giuseppe Ruggero Ciro Monaci                                | Giuseppe Riggero              | Alfa Romeo Giulietta Sprint Veloce Zagato |       | ?                  | GT1.3  |
| Abd. | 34  | Jean-Pierre Hanrioud Beniatt                                | Jean-Pierre Hanrioud          | DB-Panhard HBR5                           |       | ?                  | GT1.3  |
| Abd. | 36  | Sergio Bettoja P. Feroldi                                   | Camidoglio                    | Alfa Romeo Giulietta Sprint Veloce Zagato |       | ?                  | GT1.3  |
| Abd. | 40  | Ada Pace Carlo Peroglio                                     | Racing Club 19                | Alfa Romeo Giulietta Sprint Veloce Zagato |       | ?                  | GT1.3  |
| Abd. | 42  | Enrico Giaccone Vincenzo Ribaudo                            | Enrico Giaccone               | Alfa Romeo Giulietta Sprint Veloce        |       | ?                  | GT1.3  |
| Abd. | 44  | Francesco de Leonibus Carlo Peroglio                        | Racing Club 19                | Alfa Romeo Giulietta Sprint Veloce Zagato |       | ?                  | GT1.3  |
| Abd. | 52  | Amerigo Brachetti Elio Pandolfo                             | Montegrappa                   | Giaur 750 Sport                           |       | ?                  | S750   |
| Abd. | 58  | Giacomo Marino Salvatore Sirchia                            | Monte Pellegrino              | Fiat-Abarth 750 Zagato                    |       | ?                  | S750   |
| Abd. | 74  | Francesco La Mattina Francesco Soldana Armando dols Soldana | Monte Pellegrino              | Osca MT4 1100                             |       | ?                  | S1.1   |
| Abd. | 78  | Emanuele Trapani Bartolomeo Donato                          | Monte Pellegrino              | Osca MT4 1100                             |       | ?                  | S1.1   |
| Abd. | 80  | Antonio di Salvo Silvestre Semilia                          | Falanga                       | Roar-Fiat 1100 Special                    |       | ?                  | S1.1   |
| Abd. | 82  | Enzo Buzzetti Giuseppe Rossi                                | Settecoli                     | Osca MT4 1100                             |       | ?                  | S1.1   |
| Abd. | 90  | Rosario Montalbano Gaspare Bologna                          | Giuseppe Bologna              | Fiat 8V                                   |       | ?                  | GT2.6  |
| Abd. | 94  | Alfonso Vella Pietro Tremini                                | Pietro Tremini                | Fiat 8V                                   |       | ?                  | GT2.6  |
| Abd. | 100 | Rocco Finocchiaro Ignazio Consiglio                         | Rocco Finocchiaro             | Fiat 8V                                   |       | ?                  | GT2.6  |
| Abd. | 104 | Vincenzo Sorrentino Franco Pisano                           | Sorrentino                    | Lancia Flaminia                           |       | ?                  | GT2.6  |
| Abd. | 114 | Edoardo Lualdi Ludovico Scarfiotti                          | Scuderia Sant'Ambroeus        | Osca MT4 1500                             |       | ?                  | S1.5   |
| Abd. | 116 | Christian Goethals                                          | Christian Goethals            | Porsche 550 RS                            |       | ?                  | S1.5   |
| Abd. | 122 | Nino Todaro Gennaro Alterio                                 | Mediterranea                  | Ferrari 250 GT                            |       | ?                  | GT+2.6 |
| Abd. | 140 | Gaetano Starrabba Domenico Lo Coco                          | Gaetano Starrabba             | Ferrari 500 TRC                           |       | ?                  | S2.0   |
| Abd. | 142 | Giulio Cabianca Giorgio Scarlatti                           | Scuderia Eugenio Castellotti  | Dino 196 S                                |       | Panne d'essence    | S2.0   |
| Abd. | 130 | Joakim Bonnier Wolfgang von Trips                           | Porsche AG                    | Porsche 718 RSK                           | 13    | ?                  | S2.0   |
| Abd. | 152 | Olivier Gendebien Phil Hill                                 | Scuderia Ferrari              | Ferrari 250 TR 59                         | 1     | Pignon             | S3.0   |
| Np.  | 2   | Elio Lenza Filippo Golia                                    | Elio Lenza                    | Fiat-Abarth 750 Zagato                    |       | ?                  | GT750  |
| Np.  | 10  | Aldo Tine Matteo Sgarlata Gianni Carpinteri                 | Aretusa                       | Fiat-Abarth 750                           |       | ?                  | GT750  |
| Np.  | 22  | Francesco Gambi                                             | Francesco Gambi               | Alfa Romeo Giulietta Spider Veloce        |       | ?                  | GT1.3  |
| Np.  | 54  | Gaetano Spampinato                                          | Spampinato                    | Fiat-Abarth 750 Sport                     |       | ?                  | S750   |
| Np.  | 98  | Sergio Mantia Giovanni Napoli                               | Monte Pellegrino              | Lancia Aurelia B24                        |       | ?                  | GT2.6  |
| Np.  | 110 | Henri Perrier Gilled Nebon Carle Binachon                   | Henri Perrier / Binachon      | Osca MT4 1500                             |       | ?                  | S1.5   |